# Wellerstadt

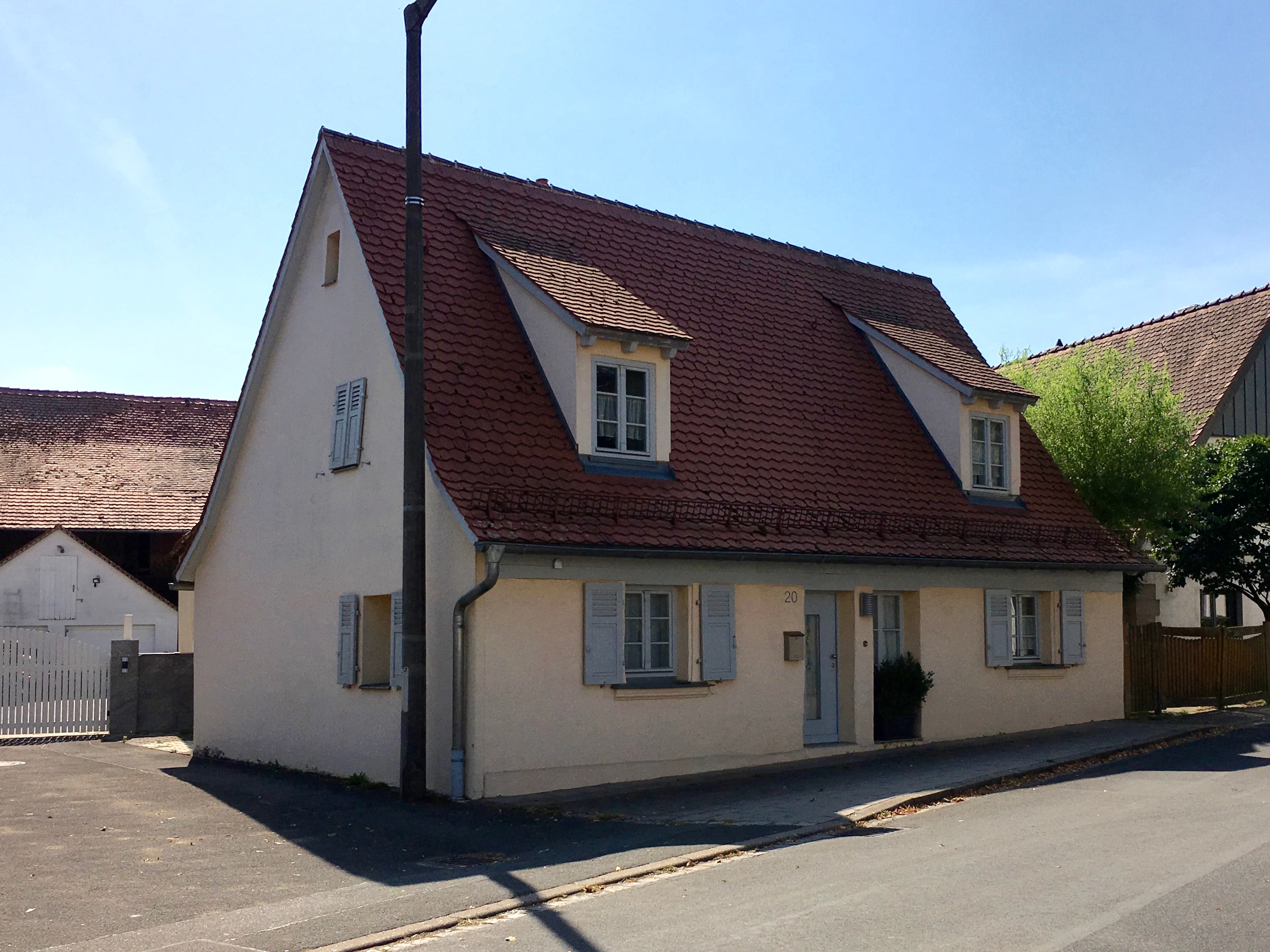
Doppelkleinhaus

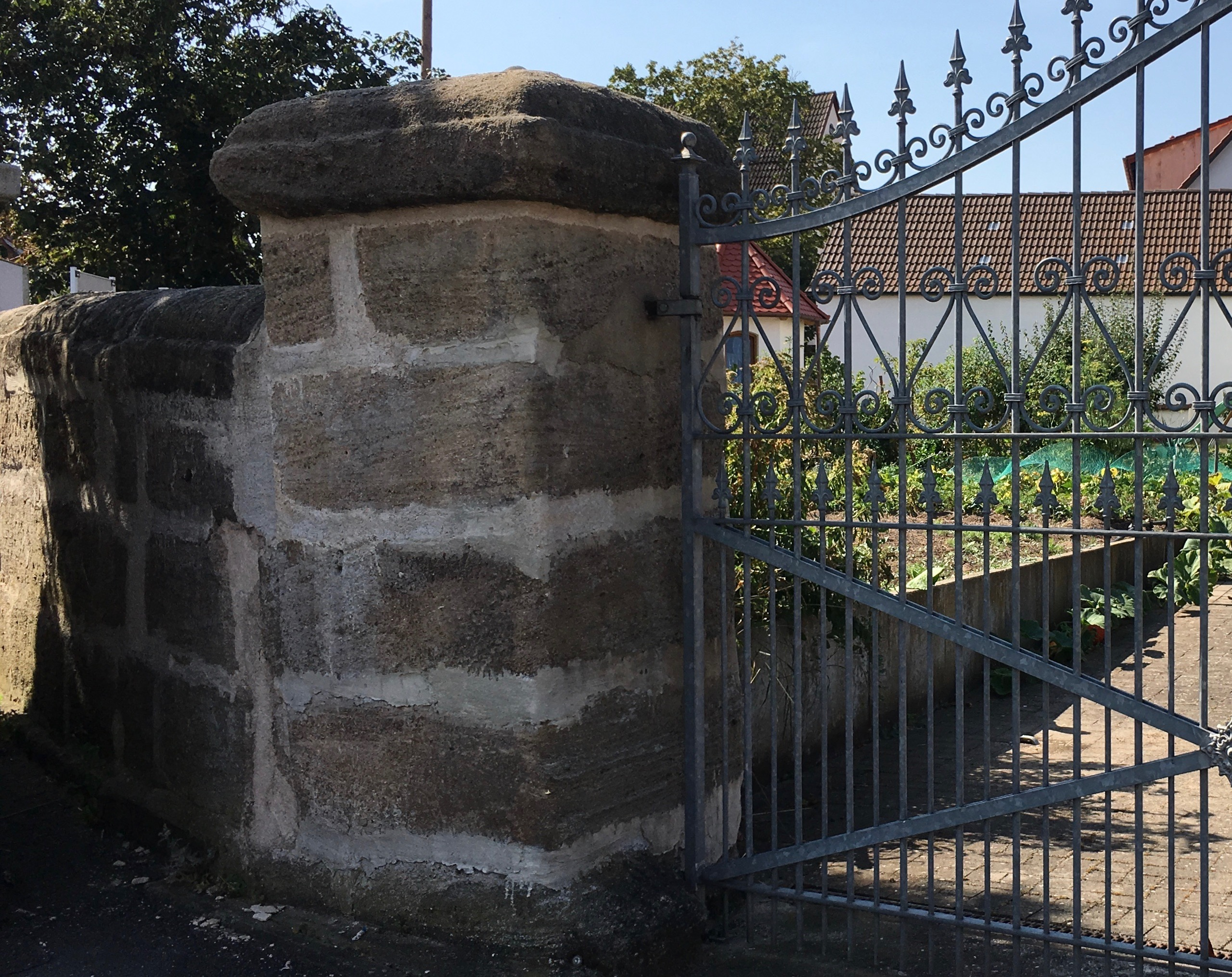
Hofmauer

Wellerstadt (fränkisch: Wallaschdot) ist ein Gemeindeteil der Stadt Baiersdorf im Landkreis Erlangen-Höchstadt (Mittelfranken, Bayern). Die Gemarkung Wellerstadt hat eine Fläche von 1,736 km². Sie ist in 779 Flurstücke aufgeteilt, die eine durchschnittliche Flurstücksfläche von 2228,82 m² haben.

## Geografie
Das Dorf bildet mit dem südlich gelegenen Baiersdorf eine geschlossene Siedlung. Unmittelbar westlich wird der Ort von der Regnitz tangiert und unmittelbar östlich verläuft die Bundesautobahn 73. Die Staatsstraße 2244 verläuft nach Baiersdorf (1 km südlich) bzw. nach Forchheim (7 km nördlich).

## Geschichte
Der Ort wurde 1007 als „Vvaldrichesbach“ in der Stiftungsurkunde des Bistums Bamberg erstmals urkundlich erwähnt. Der Ortsname leitet sich vom gleichlautenden Gewässernamen ab, dessen Bestimmungswort der Personenname Waldrīch ist. Der Ort gehörte ursprünglich zum Königsgut Forchheim und wurde durch Kaiser Heinrich II. dem Bistum geschenkt. 1040 fiel es dem Reich wieder heim, 1062 wurde es dem Bistum endgültig erstattet. 1336 war das Kloster Neunkirchen am Brand im Ort begütert. 1441 mussten dieses wegen finanzieller Nöte ihre Ansprüche an das Hochstift Bamberg verkaufen.
1774 bestand der Ort aus 16 Anwesen. Grundherren waren Brandenburg-Bayreuth (4 Güter), die Reichsstadt Nürnberg (Spitalamt: 3 Güter; Landesalmosenamt: 2 Güter), Horneck zu Thurn (2 Güter) und die Herren von Egloffstein (2 Gütlein). Der Ort lag im Fraischbezirk des brandenburg-bayreuthischen Oberamtes Baiersdorf.
Von 1797 bis 1810 unterstand der Ort dem Justiz- und Kammeramt Erlangen. Im Rahmen des Gemeindeedikts wurde Wellerstadt 1813 dem Steuerdistrikt Baiersdorf zugeordnet. 1818 entstand die Ruralgemeinde Wellerstadt. Sie war in Verwaltung und Gerichtsbarkeit dem Landgericht Erlangen zugeordnet und in der Finanzverwaltung dem Rentamt Erlangen (1919 in Finanzamt Erlangen umbenannt). Ab 1862 gehörte Wellerstadt zum Bezirksamt Erlangen (1939 in Landkreis Erlangen umbenannt), die Gerichtsbarkeit lag beim im gleichen Jahr gebildeten Stadt- und Landgericht Erlangen (1879 in das Amtsgericht Erlangen umgewandelt). Die Gemeinde hatte 1964 eine Gebietsfläche von 1,697 km².
Am 1. April 1971 wurde Wellerstadt im Zuge der Gebietsreform in Bayern nach Baiersdorf eingegliedert.

### Baudenkmäler
- Wellerstädter Hauptstraße 22: Doppel-Kleinhaus
- Wellerstädter Hauptstraße 27: Wohnhaus
- Hofmauer

### Einwohnerentwicklung
| Jahr      | 1818  | 1840   | 1852   | 1855   | 1861   | 1867   | 1871   | 1875   | 1880   | 1885   | 1890   | 1895   | 1900   | 1905   | 1910   | 1919   | 1925   | 1933   | 1939   | 1946   | 1950   | 1952   | 1961   | 1970   | 1987  |
| Einwohner | 117   | 157    | 183    | 184    | 182    | 172    | 206    | 215    | 200    | 196    | 188    | 197    | 208    | 223    | 253    | 236    | 254    | 285    | 314    | 438    | 550    | 566    | 704    | 911    | 1358  |
| Häuser    | 23    | 23     |        |        |        |        | 34     |        |        | 37     | 37     |        | 41     |        |        |        | 46     |        |        |        | 72     |        | 134    |        | 365   |
| Quelle    | [ 8 ] | [ 13 ] | [ 14 ] | [ 14 ] | [ 15 ] | [ 16 ] | [ 17 ] | [ 18 ] | [ 19 ] | [ 20 ] | [ 21 ] | [ 14 ] | [ 22 ] | [ 14 ] | [ 23 ] | [ 14 ] | [ 24 ] | [ 14 ] | [ 14 ] | [ 14 ] | [ 25 ] | [ 14 ] | [ 10 ] | [ 26 ] | [ 2 ] |

## Religion
Der Ort ist seit der Reformation gemischt konfessionell. Die Lutheraner nach St. Nikolaus (Baiersdorf) gepfarrt, die Katholiken nach St. Josef (Baiersdorf).